# 暗宽胸蝇虎
暗宽胸蝇虎（学名：Rhene atrata）为跳蛛科宽胸蝇虎属的动物。分布于越南、印度、日本、独联体、台湾以及中国大陆的山东、湖南、福建、广东、广西、四川、云南等地。